# Jan Szostak (funkcjonariusz)
Jan Szostak (ur. 11 maja 1917 w Augustowie, zm. 8 listopada 1986) – polski rzeźbiarz ludowy, żołnierz Armii Krajowej, funkcjonariusz aparatu bezpieczeństwa PRL, szef Powiatowego Urzędu Bezpieczeństwa Publicznego w Augustowie oraz przewodniczący tamtejszego prezydium Miejskiej Rady Narodowej.

## Życiorys
Urodził się w Augustowie. Uczestnik walk kampanii wrześniowej. Według jego akt osobowych w latach 1939–1941 był współpracownikiem NKWD o kryptonimie „Wrona”. Według jego własnych relacji – wydał w ręce radzieckiego wywiadu kilkanaście osób oraz magazynów broni. Jednocześnie do 1942 roku, był żołnierzem AK, pseudonim „Kruk”. W Armii Krajowej kolejno pełnił funkcję łącznika, dowódcy drużyny i dowódcy plutonu. Od 1944, ponownie był współpracownikiem NKWD (jego oficerem prowadzącym był major Wasilenko, późniejszy doradca Powiatowego Urzędu Bezpieczeństwa).
W 1945 roku zgłosił się do pracy w Urzędzie Bezpieczeństwa Publicznego. Początkowo funkcjonariusz w Augustowie, po przeszkoleniu przeniesiony na stanowisko starszego referenta PUBP w Ełku. Następnie zastępca szefa urzędu w Białymstoku, pełniący jednocześnie obowiązki kierownika. Od 1947 kierownik PUBP w Augustowie. Znany był z wyjątkowego okrucieństwa, mówiono między innymi, iż bije ludzi do momentu śmierci z upływu krwi. Nazywany był „Panem życia i śmierci” oraz „Katem Augustowa”.
Po odejściu z aparatu bezpieczeństwa, członek Prezydium Miejskiej Rady Narodowej w Augustowie, oraz jej przewodniczący. W grudniu 1952 roku, po wyborach, kiedy nie został ponownie wybrany na stanowisko przewodniczącego, według protokołu odprawy, miał powiedzieć:

Jak trzeba było wieszać ludzi, strzelać do nich i topić ich w ustępach, to nikogo nie było.
A teraz moich zasług nikt nie bierze pod uwagę.

W ostatnich latach życia znany był jako rzeźbiarz ludowy, tworzył między innymi rzeźby o tematyce religijnej. Jego dom odwiedzały wycieczki szkolne. Sam rzadko opuszczał dom w obawie przed zemstą swoich ofiar lub ich rodzin. Po jego śmierci w mieście pojawiły się klepsydry o treści „Z radością informujemy, że zmarł największy kat Augustowa”. Jego grób był kilkakrotnie dewastowany.